# BBC Radio Orkney
BBC Radio Orkney est une station de radio britannique, service local de BBC Radio Scotland diffusant dans les Orcades depuis des studions situés sur Castle Street, à Kirkwall. Elle émet depuis le 9 mai 1977.
Selon la période de l'année, il y a deux ou trois émissions par jour en semaine sur la fréquence de BBC Radio Scotland : le programme phare du petit-déjeuner, Around Orkney, un bref bulletin d'information à 12h54 présentant les nouvelles locales et la météo pour les Orcades et les Shetland, et le programme du soir de Radio Orkney. 
De janvier à mars, un programme du soir avec des émissions en semaine est diffusé de 18 heures à 19 heures.
La station retransmet les programmes de BBC Radio Scotland le reste du temps.
La station peut être écoutée sur 93.7 FM, en ligne via son site web, BBC Sounds et via des haut-parleurs intelligents.